# Pirkko Mannola

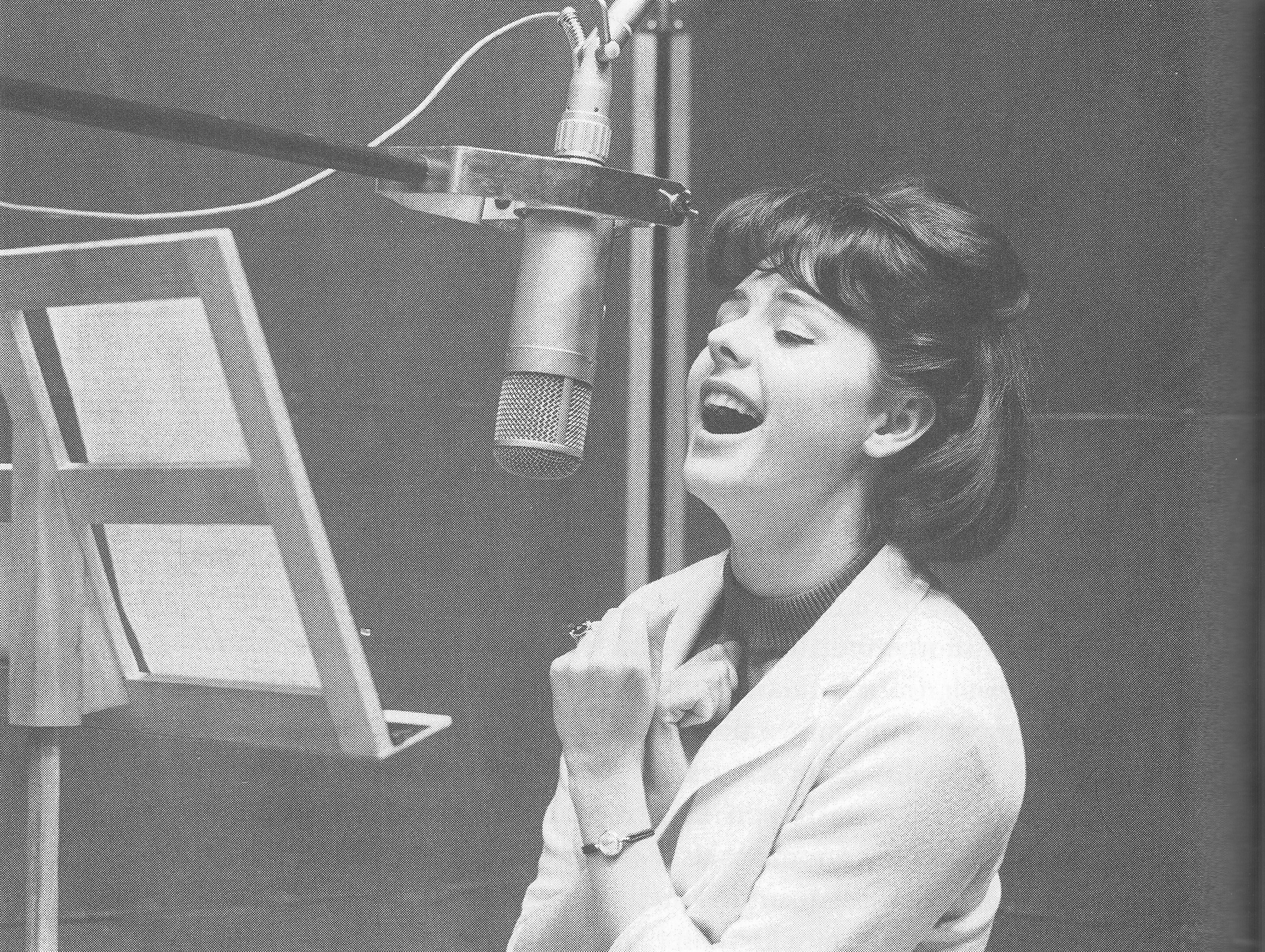
Pirkko Mannola 1964 beim finnischen Ausscheid zum Eurovision Song Contest

Pirkko Mannola (* 27. Dezember 1938 in Valkeakoski, Finnland) ist eine finnische Schauspielerin und Schlagersängerin, die in den 1960er Jahren als Pirko Manola auch mit deutschsprachigen Schlagern bekannt wurde.

## Künstlerische Laufbahn
Mannola wuchs als Tochter eines Berufsschullehrers in Valkeakoski auf und zog später mit ihrer Familie nach Tampere. Nach ihrer Schulausbildung arbeitete sie aushilfsweise als Model für Teenager-Moden und plante, Kindergärtnerin zu werden. 1958 meldete ihr drei Jahre älterer Bruder sie heimlich zur Miss-Wahl von Helsinki an. Sie gewann sowohl diesen Wettbewerb sowie die anschließende Wahl zur Miss Finnland 1958, womit die Weichen zu einer Showkarriere gestellt waren. Nachdem sie bei der Wahl zur Miss Europa Fünfte geworden war, erhielt sie einen Filmvertrag und danach einen Plattenvertrag bei dem finnischen Label Triola. Dort erschien im Januar 1959 Mannolas erste Single mit einer finnischen Coverversion des Paul-Anka-Titels Diana. 1960 gehörte sie bereits zu den erfolgreichsten Interpreten ihres Landes.
Im Sommer 1960 trat Mannola im Rahmen der Berliner Filmfestspiele in einem Konzert auf der Waldbühne auf. Dabei weckte sie das Interesse des Produzenten Hans Roll, der ihr einen Plattenvertrag bei der Hamburger Plattenfirma Decca verschaffte. Im Herbst 1961 veröffentlichte Decca die erste Single mit der Finnin, deren Namen sie für das deutsche Publikum auf „Pirko Manola“ verkürzt hatte. Die Platte mit den Titeln Weil es die Liebe so will und Bam-Schi-Bam wurde kein großer Erfolg. 1962 ließ Decca Pirko Manola im Duett mit Wyn Hoop bei den Deutschen Schlager-Festspielen auftreten. Mit dem Titel Mama will dich sehn erreichten die beiden den vierten Platz, anschließend wurde die Platte ein Verkaufserfolg und erreichte in der Auswertung der Musikfachzeitschrift Musikmarkt als beste Notierung Rang 28. Trotz zahlreicher Auftritte im Fernsehen und auf Tourneen blieb auch Mannolas zweite Soloplatte erfolglos, erst der nächste Duett-Titel mit Wyn Hoop Küsse im Mondschein verkaufte sich wieder gut. Die Coverversion des Brian-Hyland-Erfolges Ginny Come Lately erzielte bei Musikmarkt den 10. Platz und hielt sich 13 Wochen in den Hitlisten. Bis zum Juli 1963 brachte Decca weitere fünf Singles mit Pirkko Mannola heraus, darunter noch drei im Duett mit Wyn Hoop. Obwohl keine dieser Platten erfolgreich waren, bot Decca Mannola einen neuen Plattenvertrag an. Sie verzichtete jedoch, da sie sich künftig als Schauspielerin in Skandinavien etablieren wollte.
Trotz ihres Engagements in Deutschland hatte sie zeitgleich in Finnland zahlreiche Filmrollen übernommen. Bis in die 2000er Jahre war sie weiterhin regelmäßig in Film- und Fernsehproduktionen zu sehen. Daneben spielte sie in Theaterstücken, so zum Beispiel in der Hauptrolle als Eliza in Pygmalion. 1968 heiratete sie den Schauspieler und Regisseur Åke Lindman; 1978 wurde ihre Tochter Heidi geboren.

## Diskografie (Deutschland)

### Singles
| veröffentlicht | A / B-Seite                                                | Decca-Nummer |
| -------------- | ---------------------------------------------------------- | ------------ |
| 10/1961        | Weil es die Liebe so will / Bam-Schi-Bam                   | D 19 260     |
| 01/1962        | Komm ein bißchen näher zu mir her / Mama will dich sehn *  | D 19 281     |
| 02/1962        | Tagelang – nächtelang / Ringel Dingel Dickie aus Manhattan | D 19 314     |
| 05/1962        | Küsse im Mondschein / Ukulele-Baby *                       | D 19 347     |
| 07/1962        | Billy-Billy Boy / Der Cowboy-Billy kommt aus Bern          | D 19 367     |
| 11/1962        | Serenata d’amor / Sieben Tage in der Woche *               | D 19 389     |
| 04/1963        | Ich pfeif’ auf Gold und Geld / Das große Glück *           | D 19 426     |
| 04/1963        | Liebe und Mondschein / Morgen wird unsere Hochzeit sein    | D 19 432     |
| 07/1963        | Im Frühling / Endlose Reise *                              | D 19 454     |

* mit Wyn Hoop
1998 erschien bei Bear Family die CD Pirko Manola und Wyn Hoop – Küsse im Mondschein (BCD 16235 AH).

## Filme in Deutschland
- Ein ganz gewöhnlicher Herr Virtanen (1959)
- An einem heißen Sommerabend (1960)
- Das Mädchen mit dem Hut (1964)
- Der kalte Tod (1983)